# مگنتوسفر

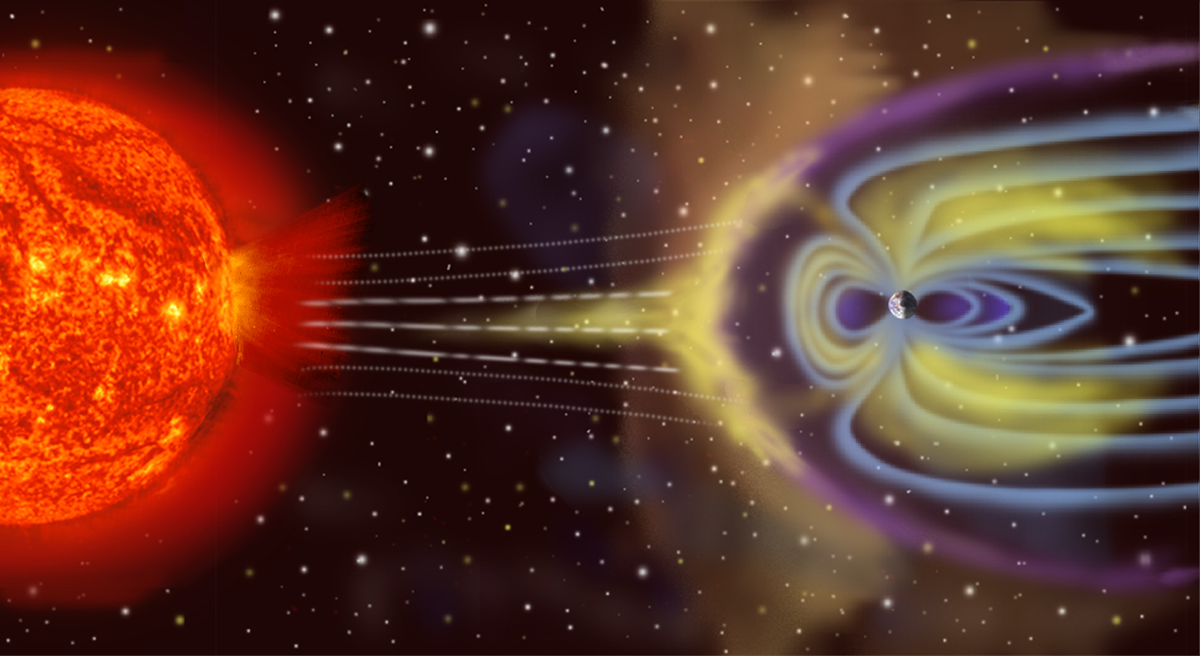
نگاره‌ای پندارین از مگنتوسفر

مغناطیس‌سپهر یا مَگنِتوسفِر (به انگلیسی: Magnetosphere) منطقه مغناطیسی پیرامون یک جرم فضایی است. سیارهٔ زمین و سیاره‌های تیر، هرمز، کیوان، اورانوس و نپتون دارای مگنات‌سپهر هستند.
مغنات‌سپهر هنگامی شکل می‌گیرد که جریانی از ذره‌های باردار، مانند بادهای خورشیدی، در برهم‌کنش با میدان مغناطیسی ذاتی یک سیاره یا یک جسم مشابه منحرف می‌شود. زمین و دیگر سیاره‌های دارای میدان مغناطیسی ذاتی توسط یک مغنات‌سپهر احاطه شده‌اند. به کوتاه سخن، مگنت‌سپهر به انرژی‌هایی گویند که از قطب شمال از هسته زمین بیرون شده و از قطب جنوب به هسته زمین بازمی‌گردند.